# Rundfunkjahr 1991

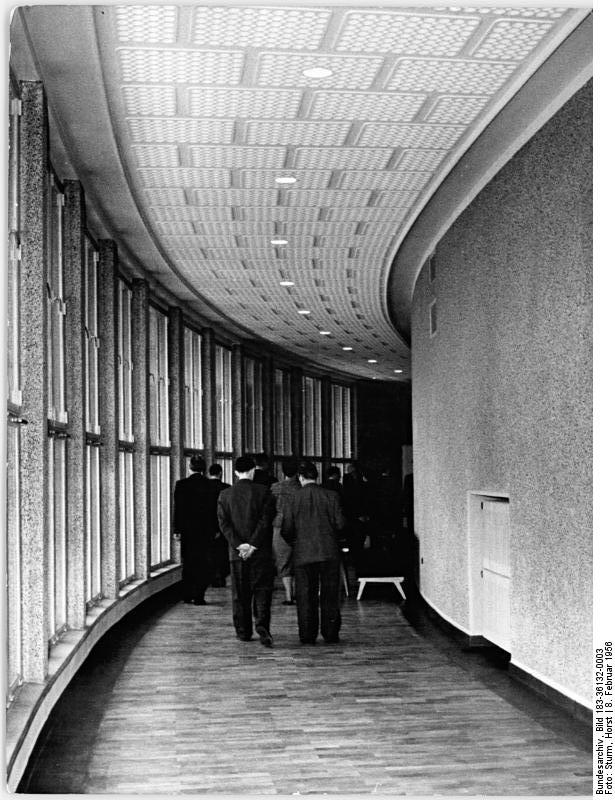
Funkhaus Nalepastraße: Zwei Jahre nach dem Fall der Mauer stellt der ehemalige DDR-Rundfunk sein Programm ein

Liste der Rundfunkjahre

◄◄ | ◄ | 1987 | 1988 | 1989 | 1990 | Rundfunkjahr 1991 | 1992 | 1993 | 1994 | 1995 | ► | ►►

Weitere Ereignisse

## Allgemein
- In Österreich wird die Teletest-Studie zur Ermittlung der Fernseheinschaltquoten eingeführt.
- Mai – Der japanische Elektronikhersteller Sony stellt die MiniDisc (MD) vor. Das neue digitale Audioformat, das zunächst eine Aufzeichnungsdauer von bis zu 80 Minuten bietet, soll die Nachfolge der 1963 erstmals vorgestellten Philips-Kompaktkassette antreten. In den ersten Jahren kommen auch vorbespielte MiniDiscs auf den Markt. Der MZ-1 ist der erste MiniDisc-Rekorder, der ein Jahr später auf dem europäischen Markt erscheint. Er ist, wie der Walkman 13 Jahre zuvor, ein portables Gerät und weist zwei technikhistorisch interessante Besonderheiten auf: So ist es über einen digitalen (optischen) Ausgang möglich, digitale Kopien einer Compact Disc oder einer MiniDisc zu erstellen. Der eingebaute SCMS-Mechanismus verhindert jedoch weitere digitale (also verlustfreie) Kopien von Kopien. Dabei handelt es sich (nach dem Streit um das Digital Audio Tape) um eine der frühesten Anwendungen digitaler Rechteverwaltung. Zum anderen ist der ATRAC-Code, mit dem die MiniDiscs beschrieben werden, rund zehn Jahre vor der massenhaften Verbreitung des MP3-Dateiformats, das erste Audiodatenkompressionsverfahren, das für breitere Schichten von Konsumenten zugänglich ist.[1]
- 31. Mai – Der Mitteldeutsche Rundfunk (MDR) wird als Dreiländeranstalt für die Bundesländer Sachsen, Sachsen-Anhalt und Thüringen gegründet.
- 12. Oktober – Gründung des Ostdeutschen Rundfunks Brandenburg (ORB).
- 31. Dezember – Das Funkhaus Berlin (FU), ehemalig „Rundfunk der DDR“, und der Deutsche Fernsehfunk (DFF), ehemalig „Fernsehen der DDR“, stellen gemäß Artikel 36 des Einigungsvertrages den Sendebetrieb ein. Mit diesem Schritt ist die Überführung der staatlichen Hörfunk- und Fernsehprogramme der DDR in das duale Rundfunksystem der Bundesrepublik abgeschlossen.

## Hörfunk
- 1. Januar – Der Süddeutsche Rundfunk und der Südwestfunk nehmen zwei neue Hörfunkprogramme in Betrieb: S4 Baden-Württemberg und S2 Kultur.
- 6. Mai – Mit B5 aktuell, veranstaltet vom Bayerischen Rundfunk startet der erste reine Infokanal innerhalb der ARD.
- 8. August – In Polen stürzt der 1974 errichtete Sendemast Konstantynów ein.
- 7. Oktober – Der WDR beginnt mit der Ausstrahlung eines fünften Hörfunkprogramms.
- 14. Dezember – Als Protest gegen die drohende Abschaltung des früheren DDR-Jugendsenders DT64 wird in Berlin die erste Mayday veranstaltet.
- 31. Dezember – Die letzten Mitarbeiter verlassen den ehemaligen Hauptsitz des Rundfunks der DDR, das Funkhaus in der Nalepastraße.

## Fernsehen
- 1. Januar – Das ZDF zeigt erstmals Das Geheimnis des schwarzen Dschungels.
- 2. Januar – Das Erste Deutsche Fernsehen zeigt Ein Haus in der Toscana.
- 3. Januar – Sat.1 strahlt Alien Nation aus.
- 5. Januar – Im Ersten Deutschen Fernsehen feiert die Familienshow für Kinder Disney Club Premiere.
- 6. Januar – RTLplus zeigt Chefarzt Dr. Westphall.
- 17. Januar – Der US-amerikanische Kriegsberichterstatter Peter Arnett beginnt seinen ersten Fernsehbericht über die erste Nacht der Luftschläge der Alliierten im Zweiten Golfkrieg für CNN mit den Worten: "Der Himmel über Bagdad ist erleuchtet"
- 19. Januar – Bei der Vergabe der 48. Golden Globes in Los Angeles werden die Fernsehserien Twin Peaks und Cheers ausgezeichnet.
- 21. Januar – Bei Tele 5 ist die US-Westernserie Texas zu sehen.
- 26. Januar – Auf West 3 geht die Tiersendung Tiere suchen ein Zuhause auf Sendung.
- 4. Februar – Start der Shopsendung Show-Laden.
- 7. Februar – Im Ersten Deutschen Fernsehen ist zum ersten Mal Zwei Schlitzohren in Antalya zu sehen.
- 16. Februar – Das ZDF übernimmt erstmals gemeinsamen vor der Abwechslung mit der ARD Nimm dir Zeit.
- 18. Februar – Das Deutsche Fernsehen übernimmt erstmals Juhnke & Co.
- 28. Februar – Start des ersten deutschen Pay-TV-Programms Premiere.
- 8. März – Die Science-Fiction-Anime-Serie aus Japan Galaxy Rangers ist erstmals bei Tele 5 zu sehen.
- 26. März – Das ZDF zeigt Die fliegenden Ärzte.
- 10. April – Das Deutsche Fernsehen zeigt erstmals für Kinder Leonie Löwenherz.
- 26. April – Auf ABC ist die erste Folge der Ganzkörperpuppenserie Die Dinos zu sehen.
- 4. Juli – In der letzten Folge der ARD Comedysendung Total Normal ist der von Hape Kerkeling und Achim Hagemann gestaltete Fernsehstreich Hurz! zu sehen, bei denen die beiden Autoren einem nicht informierten Publikum einen Ausschnitt aus einer angeblichen zeitgenössischen Oper vortragen.
- 21. Juli – Die 29-teilige Serie aus den USA Werwolf hat bei RTLplus Premiere.
- 6. August – Im Ersten Deutschen Fernsehen ist die US-Actionserie In geheimer Mission zu sehen.
- 7. August – Das Erste Deutsche Fernsehen strahlt die erste Folge der Talkshowreihe Boulevard Bio mit Alfred Biolek aus.
- 21. August – Der Clan der Wölfe hat Premiere bei RTLplus.
- 25. August – Im Ersten Deutschen Fernsehen ist erstmals Wuff! Manchmal bin ich ein Hund zu sehen.
- 9. September – RTLplus strahlt erstmals Wettlauf mit dem Tod aus.
- 10. September – Die Mystery-Serie Twin Peaks hat deutschsprachige Premiere.
- 12. September – Das Erste Deutsche Fernsehen übernimmt erstmals die US-Westernserie The Young Riders – 7 für die Gerechtigkeit.
- 13. September – Das ZDF strahlt die erste reguläre deutsch synchronisierte Folge der Zeichentrickserie Die Simpsons aus.
- 22. September – RTLplus zeigt erstmals Polizeibericht.
- 30. September – Die Sendung The Jerry Springer Show wird erstmals ausgestrahlt.
- 3. Oktober – RTLplus zeigt zum ersten Mal Sielmann 2000.
- 6. Oktober – Käpt’n Blaubär hat in der Sendung mit der Maus Premiere.
- 26. Oktober – Das Erste Deutsche Fernsehen zeigt erstmals Kinderquatsch mit Michael, mit Michael Schanze.
- 5. November – Das Erste Deutsche Fernsehen zeigt die Telenovela aus Brasilien Vale Tudo – Um jeden Preis.
- 24. November – Das Erste Deutsche Fernsehen zeigt Wir Deutschen.
- 21. Dezember – Auf RTLplus ist die US-Zeichentrickserie Tom & Jerry Kids in deutscher Erstausstrahlung zu sehen.
- 31. Dezember – Das Erste Deutsche Fernsehen strahlt Neues vom Süderhof in deutscher Erstausstrahlung aus.

## Geboren
- 28. März – Amy Bruckner, US-amerikanische Schauspielerin (Phil aus der Zukunft), kommt in Conifer, Colorado zur Welt.
- 27. Juni – Madylin Sweeten, US-amerikanische Schauspielerin (Alle lieben Raymond), wird in Brownwood, Texas geboren.
- 12. Juli – Erik Per Sullivan, US-amerikanischer Schauspieler (Dewey in Malcolm mittendrin), kommt in Worcester zur Welt.

## Gestorben

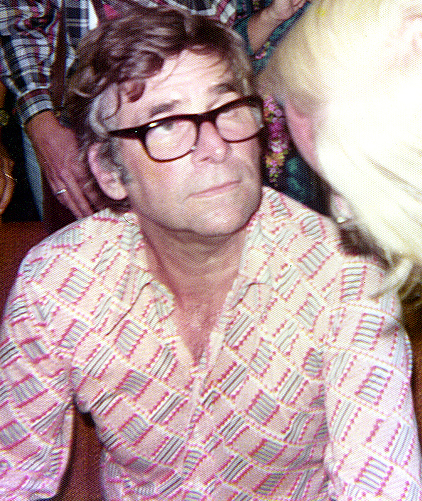
1991: Der US-amerikanische Science-Fiction-Autor Gene Roddenberry, "Vater" von Star Trek, stirbt

- 28. Januar – Kurt Sowinetz, österreichischer Volksschauspieler, Ensemblemitglied des Burgtheaters (zahlreiche Fernsehrollen wie Das falsche Gewicht nach Joseph Roth, Der brave Soldat Schwejk nach Jaroslav Hašek oder Welcome in Vienna), stirbt einen Monat vor seinem 63. Geburtstag in Wien.
- 6. Februar – Danny Thomas, US-amerikanischer Film- und Fernsehschauspieler (Danny Thomas Show, 1953–1964) stirbt 79-jährig in Los Angeles.
- 16. Februar – Max Strecker, deutscher Schauspieler, stirbt 84-jährig in München.
- 1. Juli – Michael Landon, US-amerikanischer Schauspieler und Seriendarsteller (Unsere kleine Farm, Ein Engel auf Erden), stirbt 54-jährig in Malibu.
- 2. Juli – Lee Remick, US-amerikanische Schauspielerin (In 80 Tagen um die Welt, Die junge Katharina), stirbt 55-jährig in Los Angeles.
- 14. Juli – Axel Eggebrecht, deutscher Journalist, Schriftsteller und Pionier des Hörfunkfeatures, stirbt 92-jährig in Hamburg.
- 17. Juli – Werner Hausmann, Schweizer Schauspieler, Fernsehmoderator (Dopplet oder nüt), Autor, Hörspielregisseur und -sprecher, stirbt 90-jährig in seiner Geburtsstadt Basel.
- 21. Oktober – Frank Barufski, deutscher Schauspieler, Hörspielsprecher und Moderator, stirbt 85-jährig in seiner Geburtsstadt Köln. Bekannt wurde er u. a. durch Fernsehaufzeichnungen aus dem Millowitsch-Theater und mehreren Paul-Temple-Hörspielen.
- 24. Oktober – Gene Roddenberry, US-amerikanischer Drehbuchautor, Film- und Fernsehproduzent, konzipierte Star Trek, stirbt 70-jährig in Santa Monica.
- 5. November – Robert Maxwell, britischer Medienunternehmer (kontrollierte die Hälfte von MTV Europe und andere Fernsehnetzwerke), stirbt 68-jährig in der Nähe von Teneriffa.
- 20. November – Helga Hahnemann, deutsche Schauspielerin, Entertainerin (zahlreiche Auftritte in der DFF-Unterhaltungssendung Ein Kessel Buntes) und Berliner Original, stirbt 54-jährig in Berlin.
- 24. November – Freddie Mercury, britischer Sänger und Musiker, stirbt 45-jährig in London. Mercury brachte zusammen mit seiner Band Queen das junge Genre Musikvideo mit der filmischen Umsetzung von Bohemian Rhapsody (1975) zu einem ersten Höhepunkt und setzte auch in den 1980ern entsprechende Akzente im damals aufblühenden Musikfernsehen mit Videos zu Titeln wie Radio Ga Ga (1984) oder I Want to Break Free (1984).